# Teoría de Sturm-Liouville
En matemáticas, una ecuación de Sturm-Liouville, que toma su nombre de Jacques Charles François Sturm (1803-1855) y Joseph Liouville (1809-1882), es una ecuación diferencial lineal de segundo orden de la forma

(1){\displaystyle -{\frac {d}{dx}}\left[p(x){\frac {dy}{dx}}\right]+q(x)y=\lambda w(x)y}

donde las funciones {\displaystyle p(x)} y {\displaystyle w(x)} son positivas y q(x) es real. En el caso más simple, estas funciones son continuas en un intervalo finito cerrado {\displaystyle [a,b]}, en el que, por lo general, se definen unas condiciones de contorno o frontera, es decir, se concretan unos valores específicos que adoptan las funciones {\displaystyle y} y {\displaystyle {\frac {dy}{dx}}} en los extremos de dicho intervalo. La función {\displaystyle w(x)} es llamada función de densidad o función peso.
El valor de {\displaystyle \lambda } no se especifica en la ecuación. De hecho, el encontrar los valores {\displaystyle \lambda } para los que exista una solución no trivial de la ecuación que satisfaga las condiciones de frontera se denomina el problema de Sturm-Liouville (S-L).
Tales valores de {\displaystyle \lambda } son llamados valores propios o autovalores del problema de S-L que plantea (1) conjuntamente con las condiciones de frontera. Las soluciones correspondientes son las funciones propias o los autovectores del problema. Bajo suposiciones normales en los coeficientes de las funciones {\displaystyle p(x),q(x),w(x)}, estas inducen operadores diferenciales hermíticos en algunas funciones definidas por las condiciones de frontera. La teoría resultante de la existencia y el comportamiento asintótico de los valores propios, la teoría cualitativa correspondiente de las funciones propias y sus funciones adecuadas completas se conoce como teoría de Sturm-Liouville. Esta teoría es importante en matemática aplicada, donde los problemas S-L ocurren muy comúnmente, particularmente al resolver ecuaciones diferenciales parciales con separación de variables.

## Teoría de Sturm-Liouville
Cuando las condiciones de frontera son regulares de la forma

(2){\displaystyle y(a)\cos \alpha -p(a)y^{\prime }(a)\sin \alpha =0}

(3){\displaystyle y(b)\cos \beta -p(b)y^{\prime }(b)\sin \beta =0}

donde  {\displaystyle p(x)} es diferenciable, las funciones {\displaystyle p(x),q(x),w(x)} son continuas y las funciones {\displaystyle \ p(x),w(x)} son positivas sobre el intervalo  {\displaystyle [a,b]}, y los valores
{\displaystyle \alpha ,\beta } están en el intervalo {\displaystyle [0,\pi ]}
la teoría nos indica que 
- Los valores propios {\displaystyle \lambda _{n}} del problema de S-L, son valores reales y bien ordenados en el sentido de que {\displaystyle \lambda _{1}<\lambda _{2}<\lambda _{3}<\cdots <\lambda _{n}<\cdots \to \infty ;}.
- A cada valor propio {\displaystyle \lambda _{n}} le corresponde una única función propia {\displaystyle \ y_{n}(x)} que tiene exactamente {\displaystyle \ n-1} ceros en la frontera {\displaystyle \ (a,b)}.
- Las funciones propias son mutuamente ortogonales y satisfacen la relación de ortogonalidad

(4){\displaystyle \int _{a}^{b}y_{n}(x)y_{m}(x)w(x)\,dx=0,m\neq n,}

donde {\displaystyle \ w(x)} es la función de peso. 
- Un conjunto ortonormal puede ser formado si el conjunto de funciones propias satisface la relación de ortonormalidad:

(5){\displaystyle \int _{a}^{b}y_{n}(x)y_{m}(x)w(x)\,dx=\delta _{mn},}

donde {\displaystyle \ \delta _{mn}} es la delta de Kronecker.
- Los valores propios del problema de S-L pueden ser caracterizados por el cociente de Rayleigh

{\displaystyle \lambda _{n}={\frac {-p(x)y_{n}(x)y'_{n}(x)|_{a}^{b}+\int _{a}^{b}[p(x)y'_{n}(x)^{2}+qy_{n}(x)^{2}]\,dx}{\int _{a}^{b}y_{n}(x)^{2}w(x)\,dx}}}

.

## Forma de Sturm-Liouville
La ecuación diferencial

{\displaystyle -{d \over dx}\left[p(x){d \over dx}y(x)\right]+q(x)y(x)=\lambda w(x)y(x)}

se dice que es de la forma de S-L o de la forma autoadjunta. Toda ecuación diferencial ordinaria lineal de segundo orden puede ser llevada a esta forma al multiplicarle un factor integrante apropiado. 

### Ejemplos
- La ecuación de Bessel:

{\displaystyle \ x^{2}y''+xy'+(\lambda ^{2}x^{2}-\nu ^{2})y=0}

puede ser escrita en la forma de S-L así:

{\displaystyle (xy')'+(\lambda ^{2}x-\nu ^{2}/x)y=0.\,}

- La ecuación de Legendre:

{\displaystyle (1-x^{2})y''-2xy'+\nu (\nu +1)y=0\;\!}

puede ser transformada fácilmente en una forma de Sturm-Lioville, ya que {\displaystyle \scriptstyle (1-x^{2})'=-2x}; así la ecuación de Legendre equivalente es:

{\displaystyle [(1-x^{2})y']'+\nu (\nu +1)y=0\;\!}

- Otro ejemplo simple es una ecuación diferencial de la forma:

{\displaystyle \ x^{3}y''-xy'+2y=0}

Si dividimos por {\displaystyle \ x^{3}} tenemos:

{\displaystyle y''-{x \over x^{3}}y'+{2 \over x^{3}}y=0}

Multiplicando por un factor integrante:

{\displaystyle e^{\int -{x/x^{3}}\,dx}=e^{\int -{1/x^{2}}\,dx}=e^{1/x},}

nos da

{\displaystyle e^{1/x}y''-{e^{1/x} \over x^{2}}y'+{2e^{1/x} \over x^{3}}y=0}

que puede ponerse fácilmente en la forma de S-L así:

{\displaystyle (e^{1/x}y')'+{2e^{1/x} \over x^{3}}y=0.}

- En general, dada una ecuación diferencial

{\displaystyle P(x)y''+Q(x)y'+R(x)y=0\,}

dividida para {\displaystyle \ P(x)}, multiplicada por un factor integrante tenemos la forma de S-L:

{\displaystyle e^{\int {Q(x)/P(x)}\,dx},}

## Operadores diferenciales Sturm-Liouville
El operador lineal:

(6){\displaystyle Lu=-{d \over dx}\left[p(x){du \over dx}\right]+q(x)u}

puede ser visto como la transformación de una función {\displaystyle \ u} en otra función {\displaystyle \ Lu}. Se puede estudiar este operador lineal en el contexto del análisis funcional. Si ponemos {\displaystyle \ w=1} en la ecuación (1), podemos escribirla:

(7){\displaystyle Lu=\lambda u\,.}

Este es precisamente un problema de valores propios; donde se trata de hallar valores propios λ y vectores propios {\displaystyle \ u} del operador {\displaystyle \ L}. Sin embargo, también se debe incluir las condiciones de frontera. Como ejemplo se dirá que vamos a evaluar el problema en el intervalo {\displaystyle \ [0,1]} y se pondrá las condiciones de frontera {\displaystyle \ u(0)=u(1)=0}.
La importancia de problemas de valores propios esta en el hecho que nos ayuda a resolver problemas asociados inhomogéneos:

{\displaystyle Lu=f\,}

en el intervalo {\displaystyle \ [0,1]}

{\displaystyle u=0\,}

en 0 y 1.
Aquí {\displaystyle \ f} es la función en el espacio {\displaystyle \ L^{2}}. Si una solución {\displaystyle \ u} existe y es única, se la puede escribir de la forma:

{\displaystyle u=Af\,}

porque la transformación de {\displaystyle \ f} a {\displaystyle \ u} debe ser lineal. Ahora se observa que el hallar los vectores propios y los valores propios de {\displaystyle \ A} es esencialmente lo mismo que hallar los vectores y valores propios de {\displaystyle \ L}. Efectivamente, si {\displaystyle \ u} es un vector propio de {\displaystyle \ L} con valores propios {\displaystyle \lambda } debe existir un {\displaystyle \ u} que también es vector propio de {\displaystyle \ A} con valores propios {\displaystyle {\frac {1}{\lambda }}}.

## Ejemplo
Se busca una función u(x) que resuelva el siguiente problema S-L:

(8){\displaystyle Lu={\frac {d^{2}u}{dx^{2}}}=\lambda u}

en donde las incógnitas son λ y u(x). Tomemos por ejemplo las condiciones de frontera
{\displaystyle u(0)=u(\pi )=0\,}
y observemos que si k es cualquier entero, entonces la función
{\displaystyle u(x)=\operatorname {sen} kx\,}
es una solución con valor propio λ = −k2. Sabemos que las soluciones de un problema S-L forman una base ortogonal, y de la teoría de las series de Fourier sabemos que este conjunto de funciones sinusoidales es una base ortogonal. Dado que las bases ortogonales por definición son máximas, concluimos que este problema S-L no tiene más vectores propios.
Con base en esto resolvamos el problema inhomogéneo
{\displaystyle Lu=x\,}
con {\displaystyle x\in (0,\pi )} y
con las mismas condiciones de frontera.  En este caso debemos poner f(x) = x en formas de serie de Fourier. El lector puede verificar, sea integrando ∫exp(ikx)x dx o consultando una tabla de transformadas de Fourier, que
{\displaystyle Lu=\sum _{k=1}^{\infty }-2{\frac {(-1)^{k}}{k}}\sin kx.}
Esta serie de Fourier es problemática por sus malas propiedades de convergencia: no está claro a priori si converge puntualmente. Por el hecho (de la teoría de análisis de Fourier) que los coeficientes son cuadrado-sumables, la serie converge en L2, lo cual basta para la presente discusión. Mencionamos para el lector interesado que podemos aplicar un resultado que dice que la serie de Fourier converge en cada punto de diferenciabilidad, y en los puntos de salto (por ejemplo (la función x, considerada como función periódica, tiene un salto en n) converge al promedio de los límites izquierdo y derecho.
Por lo tanto, por la fórmula (8) obtenemos que la solución es
{\displaystyle u=\sum _{k=1}^{\infty }2{\frac {(-1)^{k}}{k^{3}}}\sin kx.}
Podríamos haber encontrado la solución con antidiferenciación.  Esta técnica da u=(x3-π2x)/6, cuya serie de Fourier concuerda con la solución que encontramos. La técnica de antidiferención generalmente no es útil para las ecuaciones diferenciales de varias variables.

## Aplicación a los modos de vibración normales
Ciertas  ecuaciones en derivadas parciales pueden resolverse con la ayuda de la teoría de S-L. Supongamos que nos interesan los modos de vibración de una membrana delgada, sostenida en un marco rectangular, 0≤x≤L1, 0≤y≤L2.  El desplazamiento vertical W(x, y, t) de la membrana
es gobernada por la ecuación de onda:
{\displaystyle {\frac {\partial ^{2}W}{\partial x^{2}}}+{\frac {\partial ^{2}W}{\partial y^{2}}}={\frac {1}{c^{2}}}{\frac {\partial ^{2}W}{\partial t^{2}}}.}
El método de separación de variables sugiere buscar primero soluciones de la forma sencilla W = X(x) × Y(y) × T(t).  Para una tal función W la ecuación en derivadas parciales puede escribirse como X"/X + Y"/Y = (1/c2)T"/T.  Dado que los tres términos de esta ecuación son funciones de x,y,t por separado, deben ser constantes. Por ejemplo, el primer término da X"={\displaystyle \lambda }X donde {\displaystyle \lambda } es constante. Las condiciones de frontera ("sostenida en un marco rectangular") son W=0 cuando x=0, L1 ó y = 0, L2 lo cual define los problemas de S-L lo más sencillos posibles como en el ejemplo y  dan las "soluciones de modos normales" para W con dependencia armónica del tiempo,
{\displaystyle W_{mn}(x,y,t)=A_{mn}\sin \left({\frac {m\pi x}{L_{1}}}\right)\sin \left({\frac {n\pi y}{L_{2}}}\right)\cos \left(\omega _{mn}t\right)}
donde m,n son enteros no nulos, Amn son constantes arbitrarias y
{\displaystyle \omega _{mn}^{2}=c^{2}\left({\frac {m^{2}\pi ^{2}}{L_{1}^{2}}}+{\frac {n^{2}\pi ^{2}}{L_{2}^{2}}}\right).}
Las funciones Wmn forman una base del espacio de Hilbert de soluciones (generalizadas) de la ecuación de onda; eso es, una solución arbitraria W puede descomponerse como suma de estos modos, que vibran a frecuencias individuales {\displaystyle \omega _{mn}}. Esta representación puede requerir una suma infinita convergente.

## Operadores de Sturm-Liouville como operadores hermíticos
Muchas de las propiedades de los operadores de S-L vienen del hecho de que estos son operadores hermíticos con respecto al producto interno: 

{\displaystyle \langle u,v\rangle _{w}=\int _{a}^{b}w(x)u(x)v(x)dx.}

Y así los valores propios de los operadores de S-L son reales y las funciones propias que corresponden a diferentes valores propios son ortogonales.

## Representación de Soluciones y Cálculo Numérico
La ecuación de S-L (1) con condiciones de frontera puede resolverse en la práctica por una variedad de métodos numéricos.  En casos difíciles puede ser necesario llevar a cabo los cálculos intermedios con varios cientos de dígitos decimales para lograr los autovalores correctamente a unas cuantas cifras.
1. Métodos de disparo.  Estos métodos funcionan adivinando un valor de λ, resolviendo un problema en valores iniciales definido por las condiciones de frontera en un extremo, digamos a, del intervalo [a,b], comparando el valor que esta solución toma en el otro extremo b con la otra condición de frontera deseada y finalmente aumentando o reduciendo λ según sea necesario para corregir el valor original.  Esta estrategia no es aplicable para encontrar autovalores complejos.
2. Método de Diferencias Finitas.
3.  El método de Series de Potencias del Parámetro Espectral  (SPPS por sus siglas en inglés) aplica una generalización del siguiente hecho sobre las ecuaciones en derivadas ordinarias de segundo orden: si y es una solución que no se anula en ningún punto de [a,b], entonces la función 
  {\displaystyle y(x)\int _{a}^{x}{\frac {dt}{p(t)y(t)^{2}}}} 
es una solución de la misma ecuación y es linealmente independiente de y. Además, todas las soluciones son combinaciones lineales de estas dos soluciones.  En el algoritmo SPPS, uno debe comenzar con un valor arbitrario λ0* (a menudo λ0*=0; no tiene que ser un autovalor) y con cualquier solución y0 de (1) con λ=λ0* la cual no se anule en [a,b]. (Discusión abajo sobre maneras de encontrar y0 y λ0* apropiados.) Dos sucesiones de funciones
X(n)(t), X~(n)(t) en [a,b], que se llamarán integrales iteradas, se definen de manera recursiva como sigue.  Primero, cuando n=0, se toman iguales a 1 idénticamente en [a,b]. Para obtener las siguientes funciones se multiplican alternativamente por 1/(p'y02) y w'y02 y luego se integran, específicamente 

(9){\displaystyle X^{(n)}(t)=-\int _{a}^{x}X^{(n-1)}(t)p(t)^{-1}y_{0}(t)^{-2}\,dt}  
para n impar, {\displaystyle \int _{a}^{x}X^{(n-1)}(t)y_{0}(t)^{2}w(t)\,dt} para n par,

(10){\displaystyle {\tilde {X}}^{(n)}(t)=\int _{a}^{x}{\tilde {X}}^{(n-1)}(t)y_{0}(t)^{2}w(t)\,dt} 
para n impar, {\displaystyle -\int _{a}^{x}{\tilde {X}}^{(n-1)}(t)p(t)^{-1}y_{0}(t)^{-2}\,dt}  para n par,

cuando  n>0.  Las integrales iteradas así obtenidas se aplican ahora como coeficientes en las dos siguientes series de potencias en  λ:
 {\displaystyle u_{0}=y_{0}\sum _{k=0}^{\infty }(\lambda -\lambda _{0}^{*})^{k}{\tilde {X}}^{(2k)}} y    
{\displaystyle u_{1}=y_{0}\sum _{k=0}^{\infty }(\lambda -\lambda _{0}^{*})^{k}X^{(2k+1)}} . 
Entonces para cualquier λ (real o complejo),  u0 y u1 son soluciones linealmente dependientes de la ecuación (1) correspondiente. (Las funciones p(x) y q(x) participan en esta construcción de forma implícita por su influencia en la elección de y0.)
Ahora se escogen coeficientes c0,  c1 de manera que la combinación y=c0u0 + c1u1 satisfaga la primera condición de frontera (2). Esto es fácil de hacer porque X(n)(a)=0 y X~(n)(a)=0,  para n>0.  Los valores de  X(n)(b) y X~(n)(b) dan los valores de u0(b) y u1(b) y de las derivadas u0'(b) y u1'(b), entonces la segunda condición de frontera (3) se convierte en una serie de potencias en λ.  Para el trabajo numérico uno puede truncar esta serie a un número finito de términos y obtener un polinomio en λ calculable, cuyas raíces son aproximaciones de los autovalores que se buscan.
Cuando λ= λ0, esto se reduce a la construcción original descrita arriba para una solución linealmente independiente a una dada. Las representaciones (9),(10) también tienen aplicaciones teóricas en la teoría de S-L.

### Construcción de una solución que no se anula
El mismo método SPPS puede usarse para encontrar una solución inicial y0. Considérese la ecuación

{\displaystyle \left(py'\right)'=\mu qy}

q, w, y  λ se reemplazan en (1) con 0, -q y μ respectivamente.  Entonces la función constante 1 es una solución que no se anula, con respecto al autovalor μ0=0. Mientras no hay garantía que u0 ó u1 no se anule, la función compleja y0=u0+i u1 nunca se anulará porque dos soluciones linealmentes de una ecuación S-L regular no pueden anularse simultáneamente (como consecuencia de la unicidad de soluciones para problemas de valores iniciales). Este truco da una solución y0 de (1) para el valor λ0=0.  En la práctica, si (1) tiene coeficientes reales, las soluciones basadas en y0 tendrán partes imaginarias muy pequeñas que se tendrán que descartar.